# Ralls
Ralls város az USA Texas államának Crosby megyéjében. Lakosainak száma 1665 fő (2020. április 1.).

## Népesség
A település népességének változása:

| 2010 | 1 944 |
| 2020 | 1 665 |